# Comment faire l'amour avec un nègre sans se fatiguer (film)
Pour les articles homonymes, voir Comment faire l'amour avec un nègre sans se fatiguer.
Pour plus de détails, voir Fiche technique et Distribution.
Comment faire l’amour avec un nègre sans se fatiguer est un film québécois réalisé par Jacques W. Benoît, sorti en 1989, avec Isaac de Bankolé sur un scénario de Dany Laferrière issu de son roman éponyme.

## Synopsis
Deux jeunes noirs dénommés Vieux et Bouba habitent un deux-pièces surchauffé situé en plein cœur de Montréal, au Carré Saint-Louis. Vieux, jeune homme plein de charmes, rêve de devenir écrivain. En attendant, il fréquente les filles des bars du Quartier latin. Rien en commun avec l’excentrique Bouba, adepte du Coran, passionné de jazz et maître de la "drague immobile". Les deux compères partagent cependant un sens critique et une désinvolture à toute épreuve. Leur insolence provoquera, à leur insu, la colère de plusieurs individus.

## Fiche technique
- Titre : Comment faire l’amour avec un nègre sans se fatiguer
- Réalisation : Jacques W. Benoît
- Scénario : Dany Laferrière, d'après roman éponyme
- Pays d'origine :  Canada
- Genre : Comédie
- Durée : 100 minutes
- Dates de sortie :
  -  Canada : février 1989
  -  France : 23 août 1989

## Distribution
- Isaac de Bankolé :  Vieux
- Roberta Weiss : Miz Littérature
- Maka Kotto : Bouba
- Myriam Cyr : Miz Suicide
- Jacques Legras : Vendeur de machines à écrire
- Marie-Josée Gauthier : Miz Mistique
- Suzanne Almgren : Miz Duras
- Alexandra Innes : Miz Oh My God
- Nathalie Coupal : Miz Désabusée
- Isabelle L'Ecuyer : Miz Rousse
- Patricia Tulasne : Miz Féministe
- Tracy Ray : Miz Guili-Guili
- Dominique James : Miz Osiris
- Nathalie Talbot : Miz Bicyclette
- Julien Poulin : Pusher #1
- Fayolle Jean : Danseur de la discothèque
- Denis Trudel : Pusher #3
- Luc-Martial Dagenais : Client du bureau de poste
- Roy Dupuis : Pusher #2